# Едмунд Райттер
Едмунд Райттер (нім. Edmund Reitter; *22 жовтня 1845 — †15 березня 1920) — австрійський та німецький ентомолог, натураліст, колекціонер та письменник. Був членом Австрійського, Німецького, Російського, Єгипетського, Іспанського, Нідерландського та Фінського ентомологічних і природничих товариств. Навідомішою його працею є багатотомна монографія «Фауна Німеччини» (Fauna Germanica). Впродовж життя зібрав колекцію комах загальною чисельністю близько 30 тис. екземплярів і описав близько 5 тис. нових видів, підвидів та форм комах. У 1867 році разом з М. Ломницьким та Л. Міллером брав участь у першій експедиції з дослідження Покутських Карпат і Чорногори (Україна).